# George Pakola
George Pakola ist ein US-amerikanischer Schauspieler und Synchronsprecher.

## Leben
Von 2019 bis 2020 besuchte Pakola die Mariner High School und erwarb seinen High School Diploma.
Pakola gab 2014 in einer Episode der Fernsehserie I’m Not Going sein Schauspieldebüt. Von 2017 bis einschließlich 2018 wirkte er in größeren Rollen in den drei Kurzfilmproduktionen Scrimmage, Bridget and Iain und Hermanos mit. Bridget and Iain wurde unter anderen am 5. März 2019 auf dem Manchester Film Festival gezeigt. 2018 war er im Musikvideo zum Lied Locos der Rapper Cypress Hill und Sick Jacken zu sehen. 2022 spielte er die männliche Hauptrolle des Drew an der Seite von Diamond Langi im Spielfilm Sosefina. 2023 erhielt er im Computerspiel Reverse: 1999 eine Sprechrolle. 2024 spielte er eine der Hauptrollen als Casper, einem Hexenjäger, der eine Hexe töten soll, die ein Königreich terrorisiert.

## Filmografie (Auswahl)
- 2014: I’m Not Going (Fernsehserie, Episode 1x02)
- 2017: Scrimmage (Kurzfilm)
- 2017: Bridget and Iain (Kurzfilm)
- 2018: Hermanos (Kurzfilm)
- 2022: Sosefina
- 2024: Witch Hunter – Der Hexenjäger (Witch Hunter)

## Synchronisationen (Auswahl)
- 2023: Reverse: 1999 (Computerspiel)